# ليك بلوف (إلينوي)
ليك بلوف (بالإنجليزية: Lake Bluff)‏ هي بلدة تقع في الولايات المتحدة في إلينوي. يقدر عدد سكانها بـ 5,722 نسمة .

## التركيبة السكانية
حدّد مكتب تعداد الولايات المتحدة بيانات التركيبة السكانية لليك بلوف في تعداد الولايات المتحدة. في ما يلي، التركيبة السكانية حسب تعدادي 2000 و2010.

### تعداد عام 2000
بلغ عدد سكان ليك بلوف 6,056 نسمة بحسب تعداد عام 2000، وبلغ عدد الأسر 2,118 أسرة وعدد العائلات 1,743 عائلة مقيمة في القرية. في حين سجلت الكثافة السكانية 572.4 نسمة لكل كيلومتر مربع (1,482.5/ميل2). وبلغ عدد الوحدات السكنية 2,202 وحدة بمتوسط كثافة قدره 208.1 لكل كيلومتر مربع (539.0/ميل2).
وتوزع التركيب العرقي للقرية بنسبة 95.29% من البيض و0.51% من الأمريكيين الأفارقة و0.03% من الأمريكيين الأصليين و3.30% من الأمريكيين ذوي الأصول الآسيوية و0.03% من سكان جزر المحيط الهادئ و0.23% من الأعراق الأخرى و0.59% من عرقين مختلطين أو أكثر و1.19% من الهسبانيون أو اللاتينيون من أي عرق.
بلغ عدد الأسر 2,118 أسرة كانت نسبة 46.5% منها لديها أطفال تحت سن الثامنة عشر تعيش معهم، وبلغت نسبة الأزواج القاطنين مع بعضهم البعض 74.3% من أصل المجموع الكلي للأسر، ونسبة 6.4% من الأسر كان لديها معيلات من الإناث دون وجود شريك،  بينما كانت نسبة 1.7% من الأسر لديها معيلون من الذكور دون وجود شريكة وكانت نسبة 17.7% من غير العائلات. تألفت نسبة 15.8% من أصل جميع الأسر من عدة أفراد يعيشون في نفس المنزل ونسبة 6.3% كانت تتألف من شخص يعيش بمفرده يبلغ من العمر 65 عاماً أو أكثر. وبلغ متوسط حجم الأسرة المعيشية 2.86، أما متوسط حجم العائلات فبلغ 3.21.
بلغ العمر الوسطي للسكان 39.4 عاماً. وكانت نسبة 32.9% من القاطنين تحت سن الثامنة عشر، وكانت نسبة 2.9% بين الثامنة عشر والرابعة والعشرين عاماً، ونسبة 24.7% كانت واقعةً في الفئة العمرية ما بين الخامسة والعشرين والرابعة والأربعين عاماً، ونسبة 27.4% كانت ما بين الخامسة والأربعين والرابعة والستين، ونسبة 12% كانت ضمن فئة الخامسة والستين عاماً فما فوق. يوجد لكل 100 أنثى 93.5 ذكر، ويوجد لكل 100 أنثى في الثامنة عشر من عمرها فما فوق 91.7 ذكر.
بلغ متوسط دخل الأسرة في القرية 114,521 دولارًا، أما متوسط دخل العائلة فبلغ 124,674 دولارًا. وكان متوسط دخل الذكور 93,794 دولارًا مقابل 50,352 دولارًا للإناث. وسجل دخل الفرد الخاص بالقرية 54,824 دولارًا. وكانت نسبة 0.7% من العائلات ونسبة 1.1% من السكان تحت خط الفقر، وكان من هؤلاء نسبة 0.6% تحت سن الثامنة عشر ونسبة 0% في الخامسة والستين من العمر وما فوق.

### تعداد عام 2010
بلغ عدد سكان ليك بلوف 5,722 نسمة بحسب تعداد عام 2010، وبلغ عدد الأسر 2,055 أسرة وعدد العائلات 1,631 عائلة مقيمة في القرية. في حين سجلت الكثافة السكانية 540.8 نسمة لكل كيلومتر مربع (1,400.7/ميل2). وبلغ عدد الوحدات السكنية 2,178 وحدة بمتوسط كثافة قدره 205.9 لكل كيلومتر مربع (533.3/ميل2).
وتوزع التركيب العرقي للقرية بنسبة 92.05% من البيض و0.58% من الأمريكيين الأفارقة و0.10% من الأمريكيين الأصليين و5.54% من الأمريكيين ذوي الأصول الآسيوية و0.44% من الأعراق الأخرى و1.29% من عرقين مختلطين أو أكثر و1.90% من الهسبانيون أو اللاتينيون من أي عرق.
بلغ عدد الأسر 2,055 أسرة كانت نسبة 40.2% منها لديها أطفال تحت سن الثامنة عشر تعيش معهم، وبلغت نسبة الأزواج القاطنين مع بعضهم البعض 70% من أصل المجموع الكلي للأسر، ونسبة 7.9% من الأسر كان لديها معيلات من الإناث دون وجود شريك،  بينما كانت نسبة 1.5% من الأسر لديها معيلون من الذكور دون وجود شريكة وكانت نسبة 20.6% من غير العائلات. تألفت نسبة 18% من أصل جميع الأسر من عدة أفراد يعيشون في نفس المنزل ونسبة 8.1% كانت تتألف من شخص يعيش بمفرده يبلغ من العمر 65 عاماً أو أكثر. وبلغ متوسط حجم الأسرة المعيشية 2.78، أما متوسط حجم العائلات فبلغ 3.19.
بلغ العمر الوسطي للسكان 44.8 عاماً. وكانت نسبة 29.3% من القاطنين تحت سن الثامنة عشر، وكانت نسبة 5.3% بين الثامنة عشر والرابعة والعشرين عاماً، ونسبة 15.6% كانت واقعةً في الفئة العمرية ما بين الخامسة والعشرين والرابعة والأربعين عاماً، ونسبة 35.1% كانت ما بين الخامسة والأربعين والرابعة والستين، ونسبة 14.7% كانت ضمن فئة الخامسة والستين عاماً فما فوق. وتوزع التركيب الجنسي للسكان بنسبة 48.1% ذكور و51.9% إناث.

## أعلام
- باي دارنيل
- كين هنري
- جاكوب دويل